# 박관우 (야구 선수)
박관우(2006년 3월 22일 ~ )은 KBO 리그 LG 트윈스의 외야수이다.

## LG 트윈스시절
2025년에 입단하였다. 2025년 5월 17일 kt wiz와의 경기에 대수비로 데뷔 첫 경기를 치렀고, 경기에서 1실책을 기록했다.

## 출신 학교
- 대구욱수초등학교
- 경운중학교
- 경북고등학교